# Karl Bauer (Historiker)

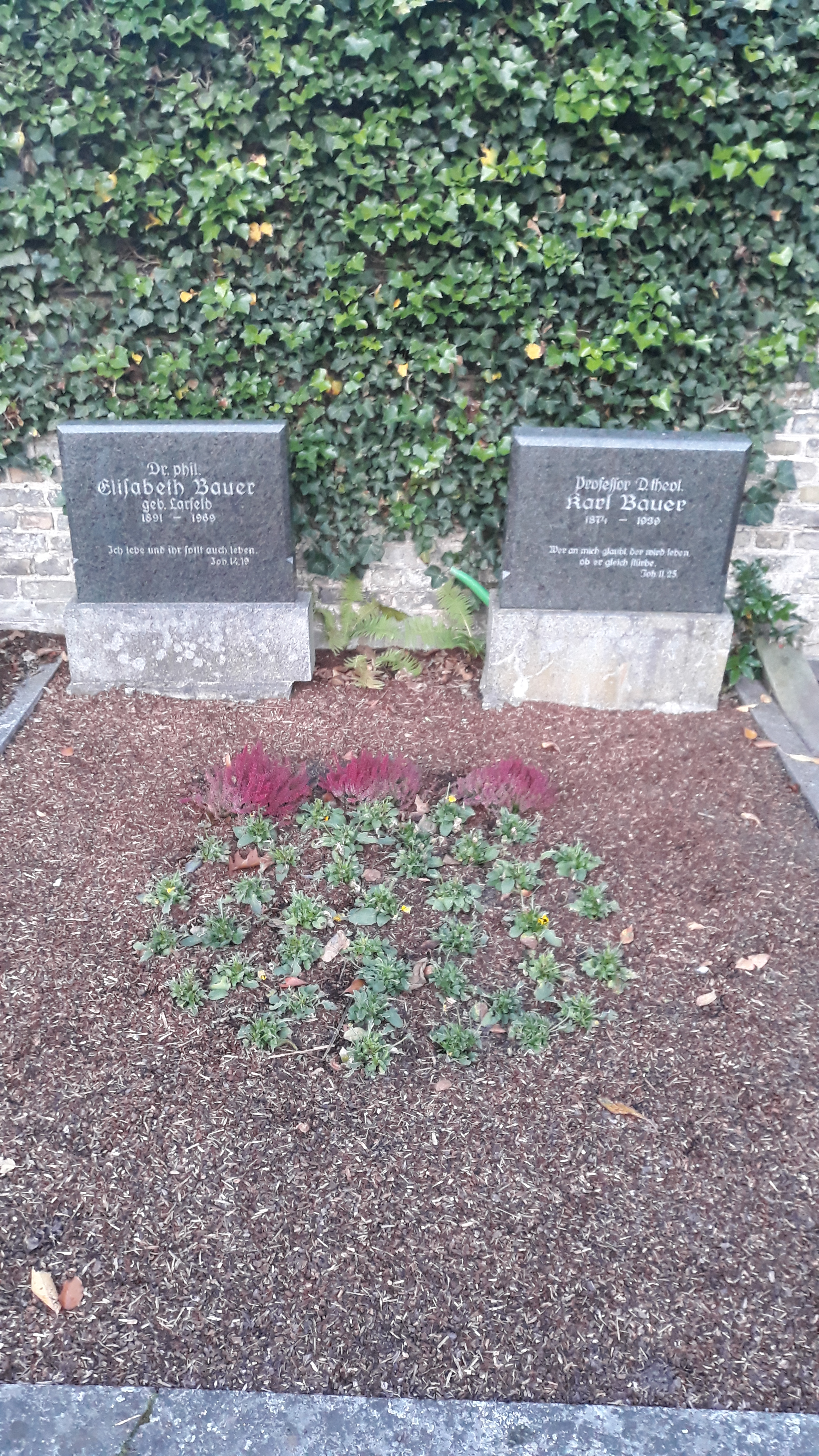
Das Grab von Karl Bauer und seiner Ehefrau Elisabeth geborene Larfeld auf dem Zentralfriedhof Münster.

Karl Christof Gustav Adolf, auch Carl Bauer, (* 23. Juni 1874 in Rastatt; † 18. Februar 1939 in Münster in Westfalen) war ein deutscher evangelisch-reformierter Theologe, Kirchenhistoriker und Hochschullehrer. 

## Leben
Er war der Sohn des promovierten Geheimen Konsistorialrates und Pfarrers Heinrich Bauer († 1915) und dessen Ehefrau Julie geborene Altfelix. Nach dem Besuch des Gymnasiums in Frankfurt am Main studierte Karl Bauer ab 1892 an den Universitäten Heidelberg und Berlin. Nach dem Abschluss des Studiums wurde er Vikar in Kehl am Rhein. Danach wurde er zum Stadtvikar und Oberkirchenratssekretär nach Karlsruhe berufen. Von 1905 bis 1919 war Karl Bauer Stadtpfarrer und Militärseelsorger in Donaueschingen. 1919 promovierte er zum Licentiaten der Theologie in Münster und wurde Privatdozent. 1924 erfolgte seine Ernennung zum theologischen Ehrendoktor und 1925 zum Extraordinarius. Fortan war er als nichtbeamteter außerordentlicher Professor für Kirchengeschichte und praktische Theologie, Geschichte der reformierten Kirche und Missionsgeschichte an der Evangelisch-Theologischen Fakultät der Westfälischen Wilhelms-Universität Münster tätig. Er starb vor Erreichen des Ruhestandes im Jahre 1939.

## Schriften (Auswahl)
- Antiochia in der ältesten Kirchengeschichte (= Sammlung gemeinverständlicher Vorträge und Schriften aus dem Gebiet der Theologie und Religionsgeschichte, 87), Tübingen: Mohr, 1919.
- Die Beziehungen Calvins zu Frankfurt a. M., Leipzig: Heinsius, 1920.
- Die Einstellung des reformierten Gottesdienstes in der Reichsstadt Frankfurt a. M. im Jahre 1561, Münster i. W., 1924.
- Valérand Poullain, ein kirchengeschichtliches Zeitbild aus der Mitte des sechzehnten Jahrhunderts, Elberfeld: Buchhandlung des Erziehungs-Vereins, 1927.
- Die Wittenberger Universitätstheologie und die Anfänge der deutschen Reformation, Tübingen: J. C. B. Mohr, 1928.
- Die Quellen für das sogenannte Blutbad von Verden, Münster: Regensbergsche Verlagsbuchhandlung, 1937.
- Aus der großen Zeit der theologischen Fakultät zu Heidelberg, Lahr: Schauenburg, 1938.